# Loxaspilates atrisquamata
Loxaspilates atrisquamata är en fjärilsart som beskrevs av George Francis Hampson 1907. Loxaspilates atrisquamata ingår i släktet Loxaspilates och familjen mätare. Inga underarter finns listade i Catalogue of Life.